# تدرج (رياضيات)

في الصورتين أعلاه، الحقل القياسي باللونين الأسود والأبيض والحقل المتجهي باللون الأزرق. اللون الأسود يعبر عن قيم عالية. والأسهم الزرقاء تمثل التدرج المقابل.

في حساب المتجهات ، التَدَرُّج (بالإنجليزية: Gradient)‏ ورمزه {\displaystyle \nabla } مؤثر تفاضلي على غرار مؤثري الدوران والتباعد. يؤثر التدرج على الحقول القياسية وينتج حقولا متجهية يتركز في اتجاه أعلى معدل تزايد للحقل القياسي.

## الصيغة الرياضية
يحسب تدرج حقل قياسي في الإحداثيات الديكارتية ثلاثية الأبعاد وفقا لما يلي:
{\displaystyle \nabla f(x,y,z)=\left({\frac {\partial f}{\partial x}},{\frac {\partial f}{\partial y}},{\frac {\partial f}{\partial z}}\right)}

أما في الإحداثيات القطبية فوفقا للتالي:

{\displaystyle \nabla f={\partial f \over \partial r}{\boldsymbol {\hat {r}}}+{1 \over r}{\partial f \over \partial \theta }{\boldsymbol {\hat {\theta }}}+{1 \over r\sin \theta }{\partial f \over \partial \phi }{\boldsymbol {\hat {\phi }}}}
وفي الإحداثيات الإسطوانية

{\displaystyle \nabla f={\partial f \over \partial \rho }{\boldsymbol {\hat {\rho }}}+{1 \over \rho }{\partial f \over \partial \phi }{\boldsymbol {\hat {\phi }}}+{\partial f \over \partial z}{\boldsymbol {\hat {z}}}}
أما في الإحداثيات الكروية

{\displaystyle \nabla f={\partial f \over \partial r}{\boldsymbol {\hat {r}}}+{1 \over r}{\partial f \over \partial \theta }{\boldsymbol {\hat {\theta }}}+{1 \over r\sin \theta }{\partial f \over \partial \phi }{\boldsymbol {\hat {\phi }}}}

## العمليات على المتجهات
يدرس التفاضل الشعاعي العديد من العمليات التفاضلية معرفة في الحقل الشعاعي أو السلمي، والتي يعبر عنها غالباً على شكل معامل نابلا ({\displaystyle \nabla }). العمليات الرئيسية الأربعة في التفاضل الشعاعي هي:
| العملية           | الترميز                                                                        | الوصف                                                      | المجال                                |
| ----------------- | ------------------------------------------------------------------------------ | ---------------------------------------------------------- | ------------------------------------- |
| تدرج Gradient     | {\displaystyle \operatorname {grad} (f)=\nabla f}                              | تقيس معدل وجهة التغير في الحقل السلمي.                     | تسقط الحقل السلمي على الحقل الشعاعي.  |
| دوران Curl        | {\displaystyle \operatorname {curl} (\mathbf {F} )=\nabla \times \mathbf {F} } | يقيس قابلية الدوران حول نقطة في الحقل الشعاعي.             | يسقط الحقل الشعاعي على الحقل الشعاعي. |
| تباعد Divergence  | {\displaystyle \operatorname {div} (\mathbf {F} )=\nabla \cdot \mathbf {F} }   | يقيس ميل المصدر أو المصرف عند نقطة معينة في الحقل الشعاعي. | يسقط الحقل الشعاعي على الحقل السلمي.  |
| لابلاسي Laplacian | {\displaystyle \Delta f=\nabla ^{2}f=\nabla \cdot \nabla f}                    | مركب من عمليتي التباعد والتدرج.                            | يسقط الحقل السلمي على الحقل السلمي.   |